# Christian Kautz
Christian Kautz (ur. 23 listopada 1913 roku w Brukseli, zm. 4 lipca 1948 roku w Bremgarten bei Bern) – szwajcarski kierowca wyścigowy.

## Kariera
W swojej karierze wyścigowej Kautz poświęcił się startom w wyścigach Grand Prix. W latach 1937-1938 Szwajcar był klasyfikowany w Mistrzostwach Europy AIACR. W pierwszym sezonie startów w samochodzie Mercedes raz stanął na podium. Z dorobkiem dziewiętnastu punktów uplasował się na trzeciej pozycji w klasyfikacji generalnej. Rok później przeniósł się do Auto Union. Uzbierane 28 punktów dało mu czternaste miejsce w końcowej klasyfikacji kierowców.

## Śmierć
Kautz zginął w tragicznym wypadku podczas Grand Prix Szwajcarii 1948.